# Аннабург
Аннабург (нем. Annaburg) — город в Германии, в земле Саксония-Анхальт. 
Входит в состав района Виттенберг.  Население составляет 7457 человек (на 31 декабря 2010 года). Занимает площадь 120,61 км². Официальный код  —  15 1 71 002.

## Аннабург в «ЭСБЕ»
В начале XX века «Энциклопедический словарь Брокгауза и Ефрона» так описывал этот город на своих страницах: 
Аннабург — местечко в мерзебургском Торгауском округе прусской провинции Саксонии, недалеко от Черного Эльстера, при Новой канаве (Neue Graben), устроенной в XVI ст. для дровяных плотов, и на линии Виттенберг — Фалькенберг Берлино-Ангальтской жел. дороги, расположен в песчаной, болотистой и поросшей густым лесом Аннабургской (иначе назыв. Лохауской) степи и насчитывает около 3000 жит., занимающихся преимущественно земледелием. Замок А. был построен Анной, супругой курфюрста Августа Саксонского, в 1572—75 году, в 1787 г. превращен в военно-воспитательное заведение для мальчиков (первоначально учрежденное Августом III в 1738 г. в Дрездене), в 1815 г. перешел к Пруссии. Здесь содержатся на казённый счет 600 воспитанников, сыновей нем. инвалидов или заслуженных военных; из этих воспитанников выходят унтер-офицеры, гобоисты и трубачи армии. До постройки нового замка место это называлось Лохау. Поблизости, на Лохауской степи 24 апр. 1547 г. был взят в плен курфюрст саксонский Иоганн-Фридрих Великодушный, после битвы при Мюльберге. В замке Лохау 5 мая 1525 г. умер курфюрст Фридрих Мудрый, а 5 окт. 1551 г. курфюрст Мориц заключил здесь с Францией тайный союз против императора Карла V.